# Двичао, Эди Рески
Эди Рески Двичао (азерб. Edi Reski Dviçao; род. 13 мая 1998, Индонезия) — азербайджанский бадминтонист индонезийского происхождения, представлявший Азербайджан на летних Олимпийских играх в Токио, которые проводились в 2021 году из-за пандемии коронавируса.

## Карьера
Для Двичао Игры в Токио были первой Олимпиадой в карьере. Выступал он в группе L, где сначала одолел Тьен Мин Нгуена из Вьетнама, но во втором матче уступил победителю чемпионата Европы и Европейских игр датчанину Андерсу Антонсену и занял второе место в группе, но поскольку в следующий этап прошли победители групп и ещё двое лучших среди вторых мест в 14-и группах, Двичао завершил выступление.
30 апреля 2024 года Двичао занял 28-е место в обнародованном рейтинге Международной федерацией бадминтона и получил лицензию на летних Олимпийских играх в Париж.